# 8-я бронетанковая дивизия (Великобритания)
8-я бронетанковая дивизия (англ. 8th Armoured Division) — тактическое соединение Британской армии периода Второй мировой войны. 
Дивизия была развёрнута в Египте в июне 1942 года, но никогда не действовала как полноценное формирование и была расформирована в январе 1943 года.

## История
Дивизия была отправлена в Северную Африку, но никогда не действовала в качестве полного формирования. Поскольку дивизия не могла быть обеспечена полумоторизованной (lorried) пехотной бригадой, она была распущена и окончательно расформирована в Египте 1 января 1943 года.
После Второй битвы при Эль-Аламейне был выдвинуто предложение использования остатков дивизии в качестве самостоятельной силы для преследования немецких войск, чтобы устремиться в германо-итальянский тыл, возможно, до Тобрука, однако план использования дивизии был отложен, и вместо этого были использованы подразделения действовавшие в авангарде. Впоследствии название дивизии использовалось в целях военного обмана.

## Состав
Подразделения, которые входили в состав дивизии, включали (день/месяц/год). За те полгода, что дивизия находилась в Египте, она ни разу не действовала как полноценное формирование. Боевой порядок был таков:
- Управление дивизии (8th Armoured Division Headquarters)
  - Батальон связи (4/11/40-16/12/42) (8th Armoured Division Signals, Royal Corps of Signals 4/11/40-16/12/42)
  - 2-й дербиширский йоменский полк (27/11/40-20/8/42) (2nd Derbyshire Yeomanry 27/11/40-20/8/42)
- 23-я бронетанковая бригада (22/11/40-11/7/42) (23rd Armoured Brigade 22/11/40-11/7/42)
  - Управление бригады (23rd Armoured Brigade Headquarters)
  - Рота связи Королевского корпуса связи (23rd Armoured Brigade Signal Troop, Royal Signals)
  - 40-й (Его Величества) королевский танковый полк (40th (The King’s) Royal Tank Regiment)
  - 46-й (ливерпульский валлийский) королевский танковый полк (46th (Liverpool Welsh) Royal Tank Regiment)
  - 50-й королевский танковый полк (50th Royal Tank Regiment)
  - 1-й батальон Лондонской стрелковой бригады, позднее 7-й батальон Собственный принца-консорта (Стрелковая бригада) (Лондонская стрелковая бригада) (1st Battalion, The London Rifle Brigade later 7th Battalion, The Prince Consort’s Own (Rifle Brigade) (London Rifle Brigade))
- 24-я бронетанковая бригада (22/11/40-10/10/42, 31/10/42-6/11/42) (24th Armoured Brigade 22/11/40-10/10/42 then 31/10/42-6/11/42)
  - Управление бригады (23rd Armoured Brigade Headquarters)
  - Рота связи Королевского корпуса связи (23rd Armoured Brigade Signal Troop, Royal Signals)
  - 41-й (олдэмский) королевский танковый полк (41st (Oldham) Royal Tank Regiment)
  - 45-й (лидский стрелковый) королевский танковый полк (45th (Leeds Rifles) Royal Tank Regiment)
  - 47-й (олдэмский) королевский танковый полк (47th (Oldham) Royal Tank Regiment)
  - 1-й батальон Вестминстерского королевы пехотного полка, позднее 11-й (Вестминстерский королевы) батальон Королевского стрелкового корпуса короля (1st Battalion, The Queen’s Westminsters later 11th (Queen’s Westminsters) Battalion, The King’s Royal Rifle Corps)
- 8-я группа обеспечения 7/11/40-23/7/42 (8th Support Group 7/11/40-23/7/42)
  - Управление группы (8th Support Group Headquarters Detachment)
  - 14-й батальон Дербиширского и ноттингемпширского полка (шервудские егеря) (14th Battalion, The Derbyshire and Nottinghamshire Regiment (Sherwood Foresters))
  - 5-й полк Королевской конной артиллерии 19/9/42-11/11/42 (5th Regiment, Royal Horse Artillery (Field) 19/9/42-11/11/42)
  - 73-й противотанковый полк Королевской артиллерии 25/9/42-26/10/42 (73rd Anti-Tank Regiment, Royal Artillery 25/9/42-26/10/42 (part of Hammerforce, see above))
  - 56-й (Восточный Ланкаширский) лёгкий зенитный полк Королевской артиллерии 23/7/42-6/11/42 (56th (East Lancashire) Light Anti-Aircraft Regiment, Royal Artillery 23/7/42-6/11/42 (part of Hammerforce, see above))
- Командование Королевской артиллерии 18/10/42-3/11/42 (Commander Royal Artillery, 8th Armoured Division (HQ Hammerforce, see above))
  - Управление командования (HQ Commander Royal Artillery)
  - Рота связи Королевского корпуса связи (CRA Signal Troop, Royal Signals)
  - 5-й полк Королевской конной артиллерии 19/9/42-11/11/42 (5th Regiment, Royal Horse Artillery (Field) 19/9/42-11/11/42)
  - 11-й (почётная артиллерийская рота) полк Королевской конной артиллерии 12/8/42-20/8/42 (11th (Honourable Artillery Company) Regiment, Royal Horse Artillery (Field) 12/8/42-20/8/42)
  - 104-й (эссекский йоменский) полк Королевской конной артиллерии 13/9/42-26/9/42 (104th (Essex Yeomanry) Regiment, Royal Horse Artillery (Field) 13/9/42-26/9/42 (part of Hammerforce, see above))
  - 146-й (пембрукширский и кардиганширский) полк Королевской артиллерии 19/9/42-6/11/42 (146th (Pembrokeshire and Cardiganshire) Field Regiment, Royal Artillery 19/9/42-6/11/42 (part of Hammerforce, see above))
  - 73-й противотанковый полк Королевской артиллерии 25/9/42-26/10/42 (73rd Anti-Tank Regiment, Royal Artillery 25/9/42-26/10/42 (part of Hammerforce, see above))
  - 56-й (восточноланкаширский) лёгкий зенитный полк Королевской артиллерии 23/7/42-6/11/42 (56th (East Lancashire) Light Anti-Aircraft Regiment, Royal Artillery 23/7/42-6/11/42 (part of Hammerforce, see above))
  - Медицинская секция Королевского армейского медицинского корпуса (CRA Medical Section, Royal Army Medical Corps)
- Командование Королевских инженеров (Commander Royal Engineers, 8th Armoured Division)
  - Управление командования (HQ Divisional Engineers)
  - Рота связи Королевского корпуса связи (Divisional Engineers Signal Troop, Royal Signals)
  - 6-й батальон Королевских инженеров 27/11/40-9/11/42 (6 Field Squadron, Royal Engineers 27/11/40-9/11/42)
  - 9-й батальон Королевских инженеров 15/1/41-11/7/42, 15/9/42-9/11/42 (9 Field Squadron, Royal Engineers 15/1/41-11/7/42 then 15/9/42-9/11/42)
  - 145-й парковый батальон Королевских инженеров 27/11/40-9/11/42 (145 Field Park Squadron, Royal Engineers 27/11/40-9/11/42)
  - Отряд лёгкой помощи «Б» Королевского армейского артиллерийского корпуса (из 43-го полка Королевских инженеров-электриков и механиков) (Divisional Engineers 'B' Light Aid Detachment, Royal Army Ordnance Corps (from 43 Royal Electrical and Mechanical Engineers))
  - Батальон тылового обеспечения Королевского тылового корпуса (8th Armoured Division Service Battalion, Royal Army Service Corps)
  - Ремонтно-восстановительный батальон Королевского армейского корпуса боеприпасов (8th Armoured Division Maintenance Battalion, Royal Army Ordnance Corps (later Royal Electrical and Mechanical Engineers from 1943))
  - Медицинский батальон Королевского медицинского корпуса (8th Armoured Division Field Ambulance, Royal Army Medical Corps)
  - Рота военной полиции Корпуса королевской военной полиции (8th Armoured Division Military Police Company, Corps of Royal Military Police)